# Bonadona i Altemir

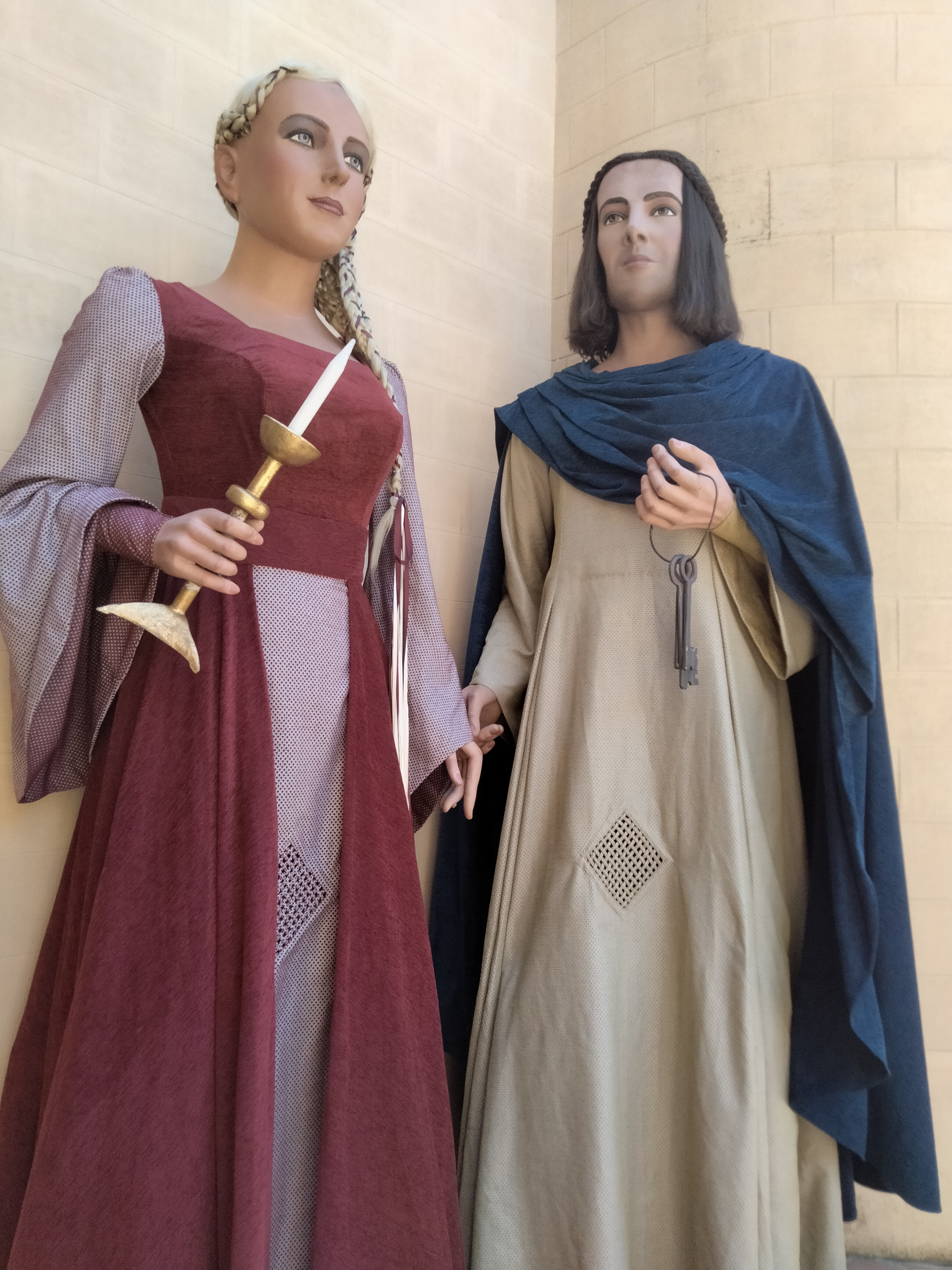
La Bonadona i l'Atemir, gegants de Premià de Dalt

La Bonadona i l'Altemir són els gegants institucionals de Premià de Dalt. Estrenats el dia del pregó de la Festa Major de 2005, representen dos dels quatre germans que van viure al s. X al castell que hi havia on ara hi ha el cementiri. Uns mesos abans, per la diada de Sant Jordi, es va publicar el conte amb la seva llegenda: el poble es van alliberar dels pirates gràcies a aquestes carcasses, amb les quals es van fer passar per gegants, espantant els assaltants.
L'origen de les figures ha estat protagonista del programa Històries Gegants de TV3. El 2015 van participar al programa Divendres de TV3, que dedicà la setmana al municipi.